# 托雷納山

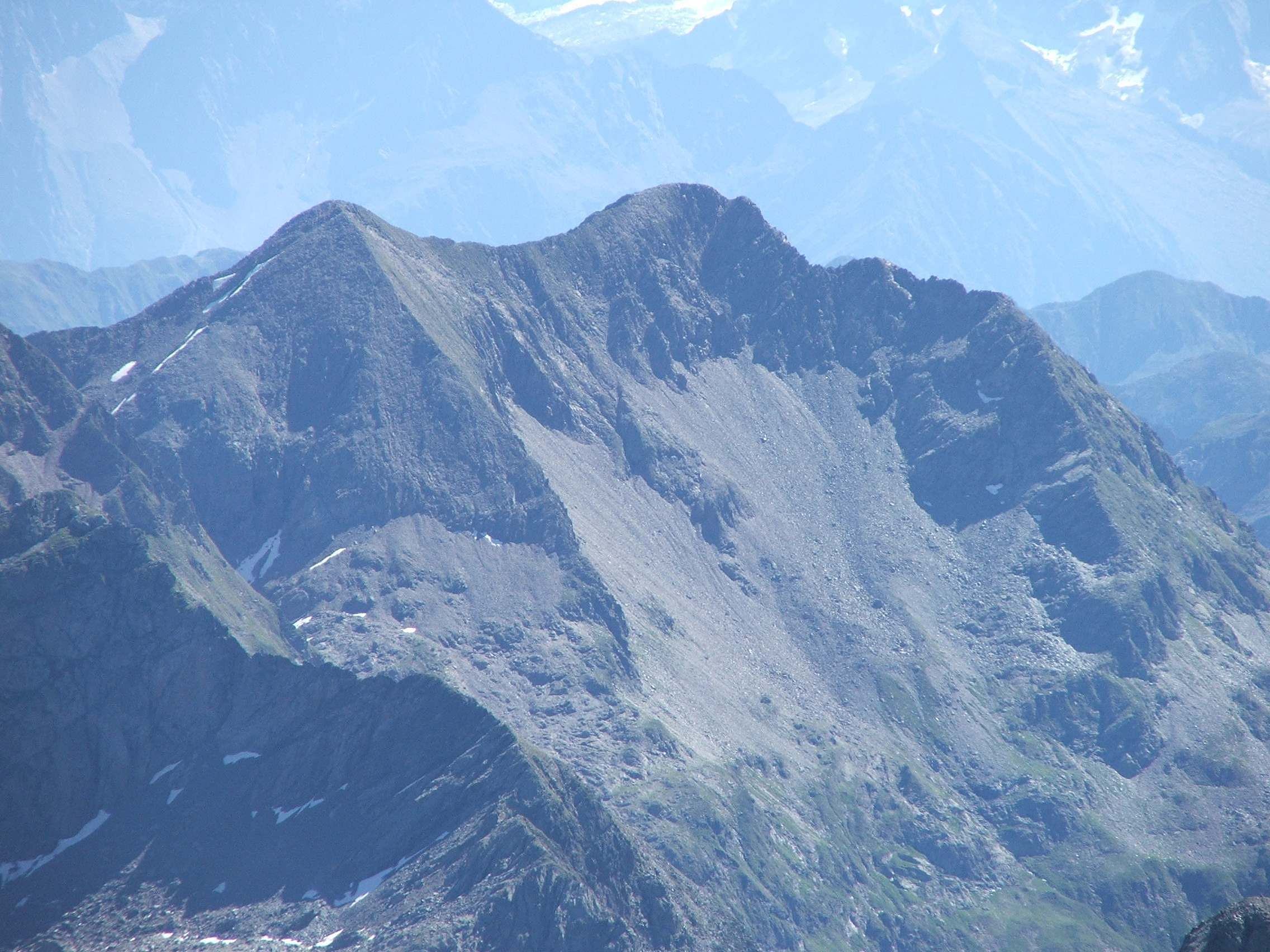

46°05′18″N 10°06′11″E / 46.08833°N 10.10306°E
托雷納山（義大利語：Monte Torena），是意大利的山峰，位於該國北部，由倫巴底大區負責管轄，屬於貝爾加莫阿爾卑斯山脈的一部分，海拔高度2,591米，每年平均降雨量1,386毫米。